# Kristin Demann
Kristin Demann (Gehrden, 7 aprile 1993) è una calciatrice tedesca, difensore del Wolfsburg.

## Carriera

### Club
Kristin Demann si avvicina al gioco del calcio fin da giovanissima decidendo di approfondire la propria passione tesserandosi con il FC Bennigsen, società con sede a Springe, nella Bassa Sassonia, e con la quale rimane fino al 2008.
Dopo una breve parentesi, nel 2009, con il TSV Havelse, il medesimo anno trova un accordo con il Turbine Potsdam per giocare nella loro formazione giovanile. Grazie alle prestazioni espresse già dalla stagione 2010-2011 Demann è inserita in rosa con la prima squadra iscritta alla Frauen-Bundesliga, il livello di vertice del campionato tedesco femminile di calcio, trovando però poco spazio. Rimasta in rosa con il club di Potsdam fino al termine della stagione 2013 riesce a scendere in campo con maggiore regolarità solo con la squadra riserve, il Turbine Potsdam II, iscritta alla 2. Frauen-Bundesliga (secondo livello), formazione in quell'anno incapace di bissare la vittoria nel girone del gruppo Nord conseguita l'anno precedente.

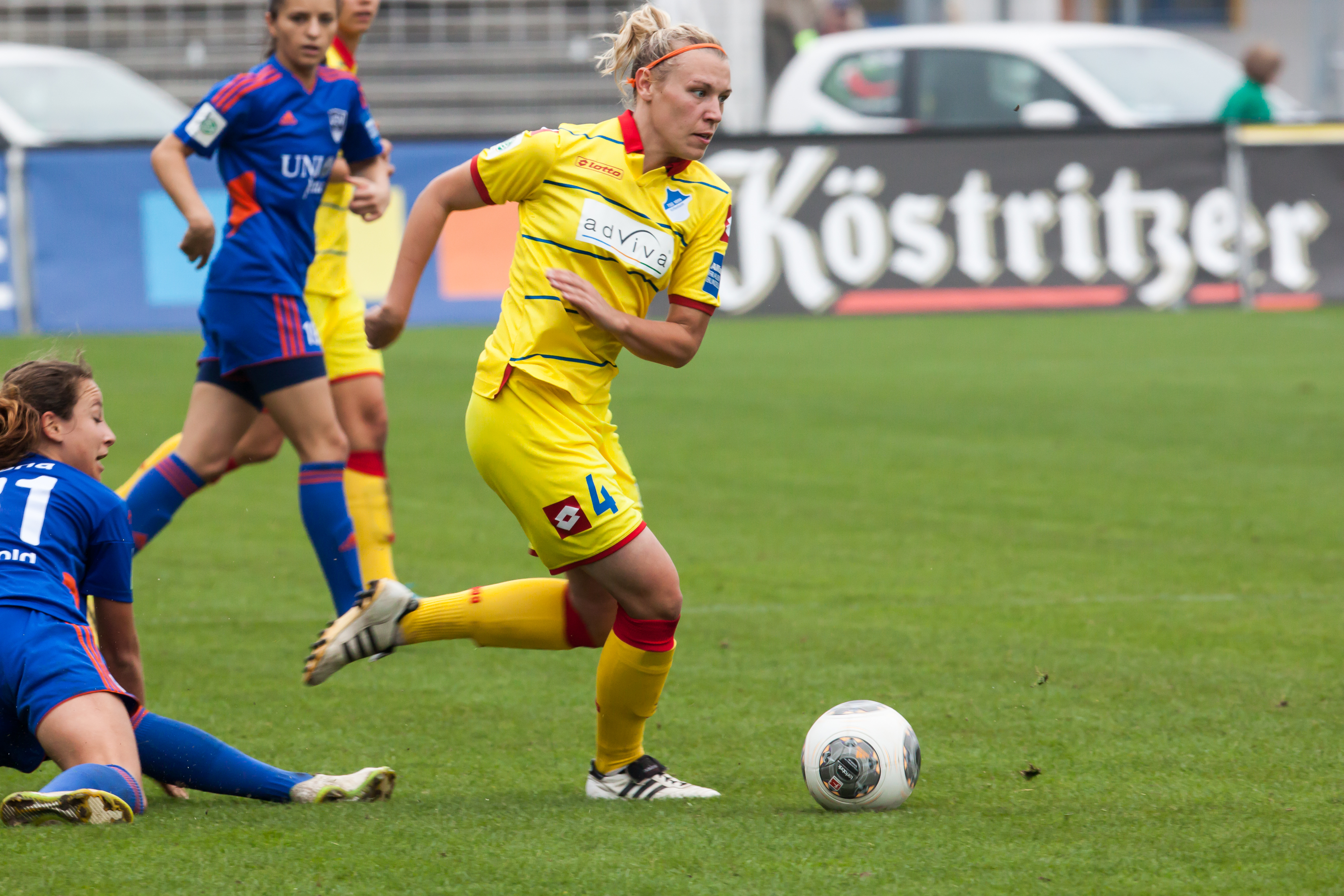
Demann, palla al piede, in un'azione di gioco in trasferta contro lo durante la Frauen-Bundesliga 2014-2015. Ernst-Abbe-Sportfeld di Jena, 11 ottobre 2014.

Benché in questo periodo Demann abbia potuto condividere la conquista del titolo di Campione di Germania, al termine delle stagioni 2010-2011 e 2011-2012, con sole 5 presenze e una rete nella squadra titolare in tre stagioni di Bundesliga, alle quali si aggiungono le 7 presenze e 2 reti con il Turbine Potsdam II, ottiene di potersi trasferire, con la formula del prestito, al neopromosso Hoffenheim, società di Sinsheim alla sua prima esperienza in Frauen-Bundesliga, per la stagione 2013-2014.
Impiegata in tutte le 22 partite della stagione, Demann contribuisce al raggiungimento del nono posto in campionato che garantiscono alla squadra la salvezza. Dalla stagione seguente formalizza il suo trasferimento definitivo all'Hoffenheim con il quale gioca, sempre in Frauen-Bundesliga, complessivamente quattro stagioni, con il miglior risultato sportivo ottenuto al termine del campionato 2014-2015, sesto posto, al quale si aggiungono i due ottavi di finale di DFB-Pokal der Frauen, la Coppa di Germania di categoria, nelle edizioni 2015-2016 e 2016-2017.
Nel gennaio 2017, a campionato ancora in corso, il Bayern Monaco comunica di aver stipulato con Demann un contratto triennale a partire dalla stagione 2017-2018.
Dopo essere stata mandata in prestito al Colonia nella seconda parte della stagione 2021-22, ha lasciato il Bayern Monaco per trasferirsi al Wolfsburg per la stagione 2022-23.

### Nazionale
Demann inizia ad essere convocata dalla federazione calcistica della Germania (DFB) fin dal 2007, chiamata a rappresentare il proprio paese nelle nazionali giovanili in quattro occasioni, inizialmente la Under-15 per passare alla Under-16 nel 2009, formazione con la quale partecipa all'edizione 2009 della Nordic Cup dove la Germania perde la finale con le pari età della Svezia.
Inserita nella formazione Under-17 che partecipa alla fase finale dell'edizione 2010 del campionato europeo di categoria, viene impiegata in due occasioni, nella semifinale del 22 giugno persa 1-0 con le avversarie dell'Irlanda e nella finale per il terzo posto vinta per 3-0 sui Paesi Bassi.
Grazie a questo risultato la squadra è ammessa al Mondiale di Trinidad e Tobago 2010. Inserita nel gruppo B con Corea del Sud, Messico e Sudafrica, la squadra chiude al primo posto la fase a gironi, tuttavia la sua corsa viene interrotta ai quarti di finale dalle avversarie della Corea del Nord che battendole 1-0 le eliminano dal torneo. Demann viene impiegata dal tecnico Ralf Peter in tutte le quattro partite disputate, segnando al 47' una delle reti con le quali la Germania travolge il Messico per 9-0 il 5 settembre, nel primo incontro giocato dalle rispettive nazionali nel torneo.
Superata la soglia d'età passa alla formazione Under-19 dal 2011, dove fa il suo debutto nell'amichevole del 23 febbraio vinta 2-0 dalle tedesche sulle avversarie dei Paesi Bassi. Inserita dal ct Maren Meinert nella rosa della squadra che partecipa alla fase finale dell'Europeo di Italia 2011, condivide con le compagne la scalata alla conquista del trofeo, il sesto per l'Under-19 femminile tedesca, giocando due dei cinque incontri disputati, quello del 5 giugno, l'ultimo della fase a gironi, dove la Germania supera nuovamente i Paesi bassi per 2-1, e la semifinale dell'8 giugno dove batte 3-1 le avversarie della Svizzera.
Tra il 2011 e il 2012 viene utilizzata in tre amichevoli con la Under-20, formazione che in quel periodo non è impegnata in alcun torneo ufficiale, dove fa il suo debutto il 25 ottobre 2011, a Bitburg, con la vittoria per 4-0 della Germania sulle pari età del Belgio.
Per tornare a vestire la maglia della Germania, questa volta della nazionale maggiore, deve attendere il 2015 quando Silvia Neid la inserisce in rosa nell'incontro del 22 ottobre valido per le qualificazioni al campionato europeo dei Paesi Bassi 2017 dove al BRITA-Arena di Wiesbaden la Germania supera per 2-0 la Russia. Neid la impiega in una sola altra occasione, tre giorni più tardi, in Germania Turchia 7-0 sempre per le qualificazioni all'Europeo 2017, tuttavia ritiene di non convocarla nella formazione che affronta il torneo di calcio femminile ai Giochi della XXXI Olimpiade di Rio 2016. Con l'avvicendamento alla panchina della nazionale, passata alla guida di Steffi Jones, questa concede maggiore fiducia a Demann, testandola in più amichevoli, convocandola all'edizione 2017 della SheBelieves Cup e inserendola nella lista delle 23 giocatrici impegnate nella fase finale dell'Europeo dei Paesi Bassi 2017 emessa il 30 giugno 2017.

## Statistiche

### Presenze e reti nei club
Statistiche aggiornate al 22 dicembre 2022.
| Stagione               | Squadra                | Campionato             | Campionato | Campionato | Coppe nazionali | Coppe nazionali | Coppe nazionali | Coppe internazionali | Coppe internazionali | Coppe internazionali | Altre coppe | Altre coppe | Altre coppe | Totale | Totale |
| Stagione               | Squadra                | Comp                   | Pres       | Reti       | Comp            | Pres            | Reti            | Comp                 | Pres                 | Reti                 | Comp        | Pres        | Reti        | Pres   | Reti   |
| ---------------------- | ---------------------- | ---------------------- | ---------- | ---------- | --------------- | --------------- | --------------- | -------------------- | -------------------- | -------------------- | ----------- | ----------- | ----------- | ------ | ------ |
| 2010-2011              | Turbine Potsdam        | BL                     | 1          | 0          | CG              | 0               | 0               | UWCL                 | 2                    | 1                    |             | -           | -           | 3      | 1      |
| 2011-2012              | Turbine Potsdam        | BL                     | 1          | 1          | CG              | 1               | 0               | UWCL                 | 4                    | 1                    |             | -           | -           | 6      | 2      |
| 2012-2013              | Turbine Potsdam        | BL                     | 3          | 0          | CG              | 0               | 0               | UWCL                 | -                    | -                    |             | -           | -           | 3      | 0      |
| Totale Turbine Potsdam | Totale Turbine Potsdam | Totale Turbine Potsdam | 5          | 1          |                 | 1               | 0               |                      | 6                    | 2                    |             | -           | -           | 12     | 3      |
| 2013-2014              | Hoffenheim             | BL                     | 22         | 1          | CG              | 2               | 2               |                      | -                    | -                    |             | -           | -           | 24     | 3      |
| 2014-2015              | Hoffenheim             | BL                     | 22         | 4          | CG              | 2               | 1               |                      | -                    | -                    |             | -           | -           | 24     | 5      |
| 2015-2016              | Hoffenheim             | BL                     | 22         | 2          | CG              | 2               | 0               |                      | -                    | -                    |             | -           | -           | 24     | 2      |
| 2016-2017              | Hoffenheim             | BL                     | 21         | 3          | CG              | 2               | 1               |                      | -                    | -                    |             | -           | -           | 23     | 4      |
| Totale Hoffenheim      | Totale Hoffenheim      | Totale Hoffenheim      | 87         | 10         |                 | 8               | 4               |                      | -                    | -                    |             | -           | -           | 95     | 14     |
| 2017-2018              | Bayern Monaco          | BL                     | 14         | 2          | CG              | 3               | 1               | UWCL                 | 2                    | 0                    |             | -           | -           | 19     | 3      |
| 2018-2019              | Bayern Monaco          | BL                     | 14         | 0          | CG              | 2               | 0               | UWCL                 | 7                    | 1                    |             | -           | -           | 23     | 1      |
| 2019-2020              | Bayern Monaco          | BL                     | 12         | 0          | CG              | 0               | 0               | UWCL                 | 2                    | 0                    |             | -           | -           | 14     | 0      |
| 2020-2021              | Bayern Monaco          | BL                     | 3          | 1          | CG              | 1               | 0               | UWCL                 | 0                    | 0                    |             | -           | -           | 4      | 1      |
| 2021-gen. 2022         | Bayern Monaco          | BL                     | 4          | 0          | CG              | 1               | 0               | UWCL                 | 2                    | 0                    |             | -           | -           | 7      | 0      |
| Totale Bayern Monaco   | Totale Bayern Monaco   | Totale Bayern Monaco   | 47         | 3          |                 | 7               | 1               |                      | 13                   | 1                    |             | -           | -           | 67     | 5      |
| feb-mag. 2022          | Colonia                | BL                     | 8          | 0          | CG              | -               | -               |                      | -                    | -                    |             | -           | -           | 8      | 0      |
| 2022-2023              | Wolfsburg              | BL                     | 1          | 0          | CG              | 2               | 0               | UWCL                 | 3                    | 0                    |             | -           | -           | 6      | 0      |
| Totale carriera        | Totale carriera        | Totale carriera        | 148        | 14         |                 | 18              | 5               |                      | 22                   | 3                    |             | -           | -           | 188    | 22     |

## Palmarès

### Club
- Campionato tedesco: 1

Turbine Potsdam: 2010-2011, 2011-2012

### Nazionale
- Campionato d'Europa under 19: 1

2011